# Naglis Puteikis

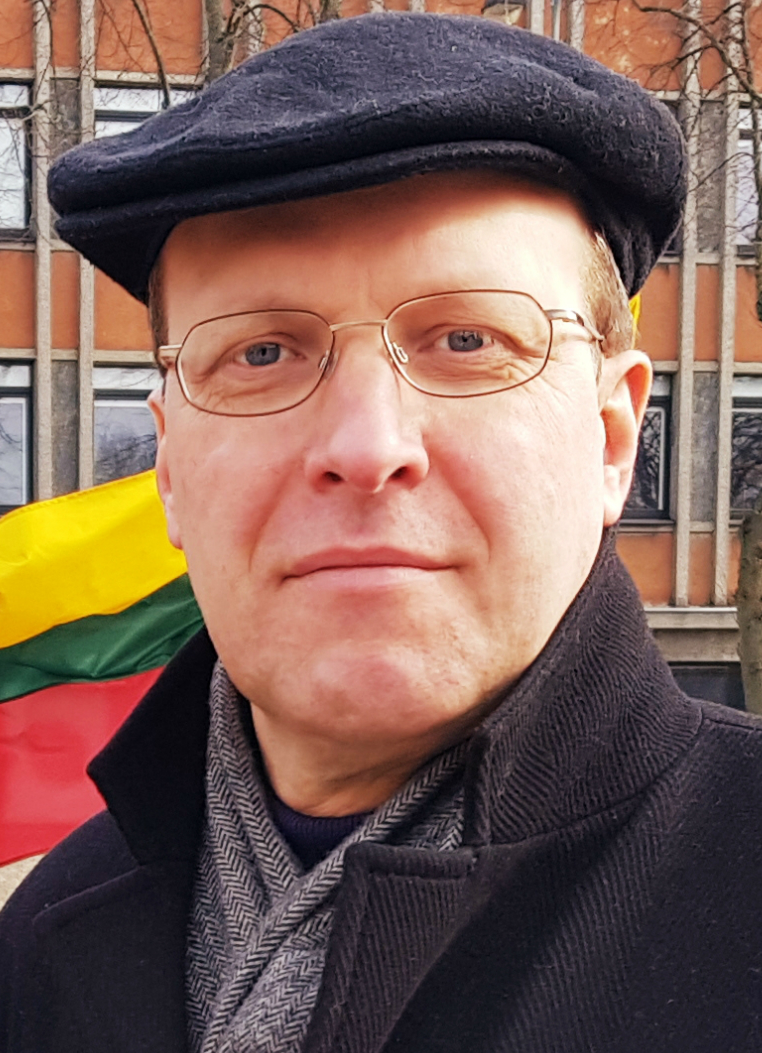
Naglis Puteikis

Naglis Puteikis (* 2. September 1964  in Vilnius) ist ein litauischer Politiker. Von 2016 bis 2021 war er Vorsitzender der Centro partija „Gerovės Lietuva“. Von 2012 bis 2020 war er Abgeordneter im litauischen Seimas.

## Leben
Nach dem Abitur 1982 an der 15. Mittelschule Vilnius absolvierte Naglis Puteikis 1989 das Studium der Geschichte an der Vilniaus universitetas. Ab 1983 leistete er den Sowjetarmeedienst in  Afghanistan. Ab 1988 arbeitete er als Archäologe in der Denkmalinspektion Vilnius und ab 1990 als Generaldirektor in der Kulturerbeinspektion. Danach war er Vizeminister,  stellvertretender Kultusminister.
1997 und von 2011 bis 2020 war Naglis Puteikis Mitglied im Seimas. Von 2007 bis 2011 war er Mitglied im Stadtrat Klaipėda. 2014 wurde er Kandidat zum litauischen Präsidenten bei der Präsidentschaftswahl in Litauen 2014 und  2017  Prätendent zum Kandidaten zum litauischen Präsidenten bei der Präsidentschaftswahl in Litauen 2019.
Seit Januar 2025 ist er stellvertretender Vorsitzender der rechtsextremen europäischen politischen Partei Europa der Souveränen Nationen.